# Symphurus callopterus
Symphurus callopterus es una especie de pez de la familia Cynoglossidae en el orden de los Pleuronectiformes.

## Distribución geográfica
Se encuentran en el Pacífico Oriental (desde México hasta el Perú).